# توماس سكوت (سياسي كندي، مواليد 1841)
توماس سكوت هو سياسي كندي، ولد في 16 فبراير 1841، وتوفي في 11 فبراير 1915. انتخب عضو مجلس العموم الكندي عن دائرة Winnipeg (federal electoral district) ‏ (1882 – 1887) وانتخب عضو مجلس العموم الكندي عن دائرة Selkirk (federal electoral district) ‏ (1880 – 1882).